# 伯洛伊特鎮區 (堪薩斯州米切爾縣)
伯洛伊特鎮區（英語：Beloit Township）為美國堪薩斯州米切爾縣轄下的鎮區。2010年美国人口普查中該鎮區人口有205人。

## 地理
伯洛伊特鎮區涵蓋總面積為83.35平方（32.18平方英里），其中83.35平方（32.18平方英里）為陸地，0.01平方（0.0039平方英里）或0.01%為水域。海拔高度418（1,371英尺）。

## 人口統計
根據2010年美國人口普查，伯洛伊特鎮區人口有205人，住房97戶，人口密度為2.46人/每平方公里。此鎮區居民之種族中，白人有204人，非裔美國人有0人，美洲原住民有1人，亞裔美國人有0人，太平洋島裔美國人有0人，其他種族有0人，混血種族則有0人。此外此鎮區有0人為西班牙裔或拉丁裔美國人。

## 交通

### 主要公路
- 24號美國國道
- 9號堪薩斯州州道
- 14號堪薩斯州州道